# Szépvásár
Szépvásár (románul: Târgu Frumos) város Iași megyében, Moldvában, Romániában.

## Fekvése
A megye nyugati részén, a Szeret folyó közelében helyezkedik el. A megyeszékhelytől, Jászvásártól, 45 km-re található.

## Történelem
Szépvásár (Târgu Frumos) települést szászok alapították. Magyar elnevezése Szépvásár, Szépvásárhely, mely már a 15. században neves vásárváros volt. Mára jelentős élelmiszeriparral rendelkezik.
Fontos közlekedési csomópont, melyen a Jászvásárból Szucsávába tartó vasúti fővonal is áthalad és jó minőségű országutak indulnak innen Roman, Botoșani és Pașcani felé.

## Népesség
A népesség számának alakulása:
- 1912 - 4986 lakos
- 1930 - 4932 lakos
- 1948 - 4665 lakos
- 1977 - 7165 lakos
- 1992 - 13 975 lakos
- 2002 - 13 573 lakos

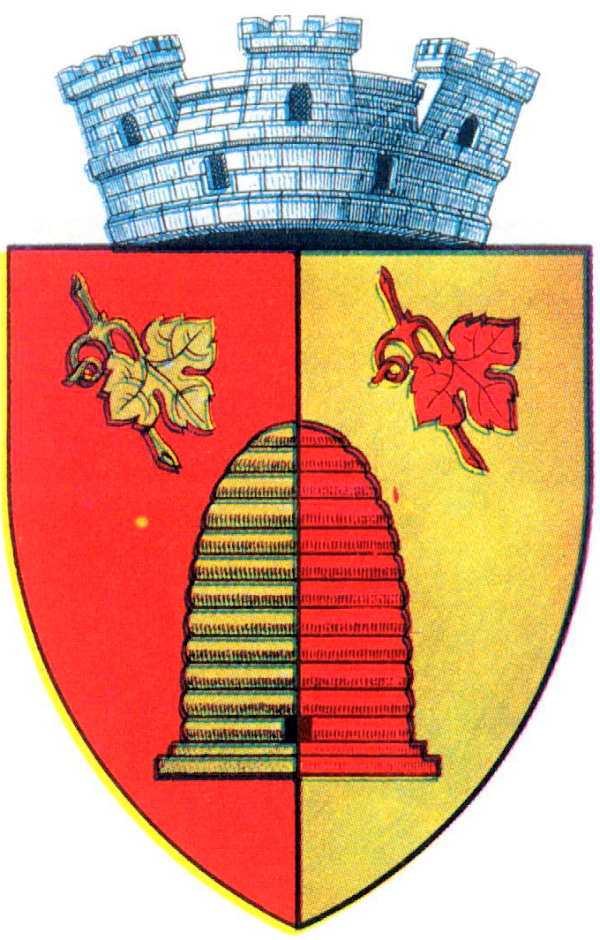
A város régi címere

A lakosság etnikai megoszlása a 2002-es népszámlálási adatok alapján:
- Románok:  11 461 (84,43%)
- Lipovánok:  1159 (8,53%)
- Romák:  917 (6,75%)
- Magyarok:  3 (0,02%)
- Németek:  1 (0,0%)
- Más:  32 (0,23%)

A lakosság 88,84%-a ortodox vallású (12 059 lakos), 8,19%-a óritusú keresztény (1112 lakos) és 1,74%-a római katolikus vallású (237 lakos).

## Látnivalók
- Vasútállomás, műemléki védettség alatt áll
- három ortodox, két lipován, egy-egy örmény és katolikus   templom
- A világháborúk áldozatainak emlékműve
- „Ion Neculce” Múzeum

## Hírességek
- Dumitru Theodor Neculuță (1859–1904) költő, a Román Akadémia tagja (post mortem)
- Garabet Ibrăileanu (1871–1936) kritikus, esszéíró, irodalomtörténész, pedagógus, irodalmi kiadó, regényíró
- Bellu Zilber (1901–1978) zsidó származású, kommunista író